# Diecezja Formosa
Diecezja Formosa – diecezja rzymskokatolicka w Brazylii, powstała w 1956 jako prałatura terytorialna, diecezja od 1979. W latach 1998–2004 ordynariuszem był polski misjonarz Jan Kazimierz Wilk.

## Biskupi diecezjalni
- Prałaci
  - Bp Victor João Herman José Tielbeek, SSCC (1961 -  1979)

- Biskupi
  - Bp Victor João Herman José Tielbeek, SSCC (1979–1997)
  - Bp Jan Kazimierz Wilk, OFMConv (1998–2004)
  - Bp Paulo Roberto Beloto (2005–2013)
  - Bp José Ronaldo Ribeiro (2014–2018)
  - Bp Adair José Guimarães (od 2019)